# Archipiélago de San Bernardo
El archipiélago de San Bernardo es un conjunto de 10 islas costeras de Colombia, ubicadas en el golfo de Morrosquillo, en el mar Caribe, con una superficie aproximada de 213,3 km². Administrativamente, el archipiélago está bajo jurisdicción del distrito de Cartagena de Indias, a excepción de la isla Boquerón, que pertenece al municipio de San Onofre.
Está compuesto por las islas: Boquerón, Palma, Panda, Mangle, Ceycén, Cabruna, Tintipán, Maravilla y Múcura y un islote artificial (Santa Cruz del Islote). Las 10 Islas se encuentran en constante sintonía con la dinámica turística de Cartagena, Tolú, Coveñas y Rincón del Mar. Desde 1996, parte del archipiélago pertenece al Parque nacional natural Corales del Rosario y de San Bernardo.

## Población
Tiene una población de 1300 habitantes. En este archipiélago se encuentra dos centros poblados:
- Múcura
- Santa Cruz del Islote